# Velennes (Oise)
Velennes é uma comuna francesa na região administrativa de Altos da França, no departamento de Oise. Estende-se por uma área de 6,17 km². Em 2010 a comuna tinha 245 habitantes (densidade: 39,7 hab./km²).